# Marcin Leszczyński
Marcin Leszczyński herbu Korczak – regent ziemski krakowski, towarzysz chorągwi  husarskiej podkomorzego krakowskiego i członek konfederacji barskiej w 1769 roku.